# Якушкино (Калужская область)
Якушкино — деревня в Медынском районе Калужской области России. Входит в состав сельского поселения «Село Никитское».

## География
Деревня находится в северной части Калужской области, в зоне хвойно-широколиственных лесов, в пределах южного склона Смоленско-Московской возвышенности, на берегах реки Бычек, на расстоянии примерно 27 километров (по прямой) к северо-северо-западу (NNW) от города Медыни, административного центра района. Абсолютная высота — 213 метров над уровнем моря.
Климат
Климат населённого пункта характеризуется как умеренно континентальный, с чётко выраженными временами года. Среднегодовая многолетняя температура воздуха составляет 3,5 — 4,2°С. Абсолютный минимум температуры самого холодного месяца (января) составляет −43 °C; абсолютный максимум самого тёплого месяца (июля) — +38 °С. Среднегодовое количество атмосферных осадков составляет около 620 мм. Снежный покров устанавливается в начале января и держится в течение 135—145 суток.
Часовой пояс
Деревня Якушкино, как и вся Калужская область, находится в часовой зоне МСК (московское время). Смещение применяемого времени относительно UTC составляет +3:00.

## Население
| 2002 | 2010 |
| ---- | ---- |
| 1    | ↗2   |

Половой состав
По данным Всероссийской переписи населения 2010 года в гендерной структуре населения мужчины составляли 50 %, женщины — соответственно также 50 %.
Национальный состав
Согласно результатам переписи 2002 года в деревне проживал один житель русской национальности.